# Nicolás Perdigón Oramas
Nicolás Perdigón Oramas (La Orotava, Tenerife, 10 de septiembre de 1853 - La Orotava, 6 de enero de 1939) fue un escultor y restaurador español.

## Trayectoria
Su obra restauradora alcanza a casi todos los templos de Tenerife. Una característica de Nicolás fue la de dejar siempre en todas las obras una serie de largas inscripciones e interminables plegarias.
En 1880, Nicolás restaura y reforma el conjunto del paso de La Oración en el Huerto de Getsemaní de la parroquia de San Francisco de Asís de La Orotava. En 1896 realizó una polémica intervención a la imagen de la Virgen de los Reyes (patrona de la isla de El Hierro). La cual había sido enviada para su restauración a La Orotava por el arcipreste José Francisco Hernández Ayala, y el escultor alteró significativamente la fisionomía de la imagen. Los fieles de la imagen mariana juzgaron que la talla había sido cambiada. Fue creada una comisión para examinar la imagen, y el escultor Nicolás Perdigón ofreció datos de la autenticidad de la talla. 
En el año 1929, restauró la imagen de la Santísima Virgen de Gloria de la parroquia de San Juan Bautista de su localidad natal, bella obra del artista grancanario Luján Pérez. También reformó la imagen de la Virgen de los Dolores de la parroquia de la Concepción de La Orotava.